# 屏边黄芩
屏边黄芩（学名：Scutellaria pingbienensis）为唇形科黄芩属下的一个种。产云南南部（屏边、个旧、金平）；生于稀树干草坡阳处，海拔700-1350米。模式标本采自云南屏边。

## 扩展阅读
維基物種上的相關：屏边黄芩